# Anne-Sophie Mutter
Anne-Sophie Mutter (Rheinfelden (Baden), 29 juni 1963) is een Duits violiste. 

## Biografie
Anne-Sophie Mutter werd al jong vrijgesteld van de leerplicht om haar viooltalent te kunnen ontwikkelen. Ze werd opgeleid door Erna Honigberger en, nadat die stierf, door de Zwitserse violiste Aida Stucki aan het conservatorium van Winterthur. Beide vioolpedagogen waren leerlingen geweest van Carl Flesch. 
Haar spel trok de aandacht van Herbert von Karajan, waardoor ze op dertienjarige leeftijd debuteerde bij de Berliner Philharmoniker op het Lucerne Festival in Luzern in een vioolconcert van Mozart. Een jaar later trad ze op bij de Salzburger Festspiele met het English Chamber Orchestra onder Daniel Barenboim. Haar eerste plaatopname kwam een jaar later, met de Berliner en Karajan. In 1980, toen ze zeventien was, volgde haar Amerikaanse debuut met de New York Philharmonic onder Zubin Mehta.   
Mutter heeft een aantal prijzen gewonnen, waaronder vier Grammy's en de Herbert-von-Karajan-Musikpreis. Ze is erelid van de Royal Academy of Music. Ze draagt de Orde van Verdienste van de Bondsrepubliek Duitsland, de Franse Orde van Kunst en Letteren en verschillende andere onderscheidingen. De straat waar ze woont in de Duitse stad Wehr is naar haar vernoemd. In 2008 werd de  Ernst von Siemens Muziekprijs aan haar toegekend. 
Voor de opleiding van jonge violisten stichtte zij twee organisaties:, de Rudolf-Eberle-Stiftung in 1987 en de Freundeskreis van de Anne-Sophie Mutter-Stiftung in 1997. Ze is erelid van de Royal Academy of Music. De laureate van de Koningin Elisabethwedstrijd 2009 (voor viool) Ye-Eun Choi was een van haar leerlingen. Zij was ook mentor van Vilde Frang en is dat van Noa Wildschut, die ook lid is van haar ensemble 'The Mutter Virtuosi'.
Ze heeft twee Stradivarius-violen in haar bezit, de Emiliani en de Lord Dunn-Raven.
In 1989 trouwde zij met Detlef Wunderlich, de advocaat van onder anderen Herbert von Karajan en vele anderen uit de jetset van de muziek. Witold Lutosławski schreef toen Slaapliedje voor Anne-Sophie voor haar. Zij kregen twee kinderen. In 1995 overleed Wunderlich aan kanker. Zij heeft diverse uitvoeringen en opnames aan zijn nagedachtenis opgedragen, onder meer haar opname van de vioolsonates van Beethoven.
Van 2002 tot 2006 was zij getrouwd met de componist/dirigent André Previn. Voor haar schreef hij het vioolconcert Anne-Sophie. Veel andere componisten hebben muziek voor haar geschreven, onder wie Henri Dutilleux, Sofia Gubaidulina, Krzysztof Penderecki, John Williams en Wolfgang Rihm. Vooral haar opname van het vioolconcert Gesungene Zeit (1992) van de laatstgenoemde, met het Chicago Symphony Orchestra onder James Levine, werd een wereldwijd succes.